# Hilmar Meincke

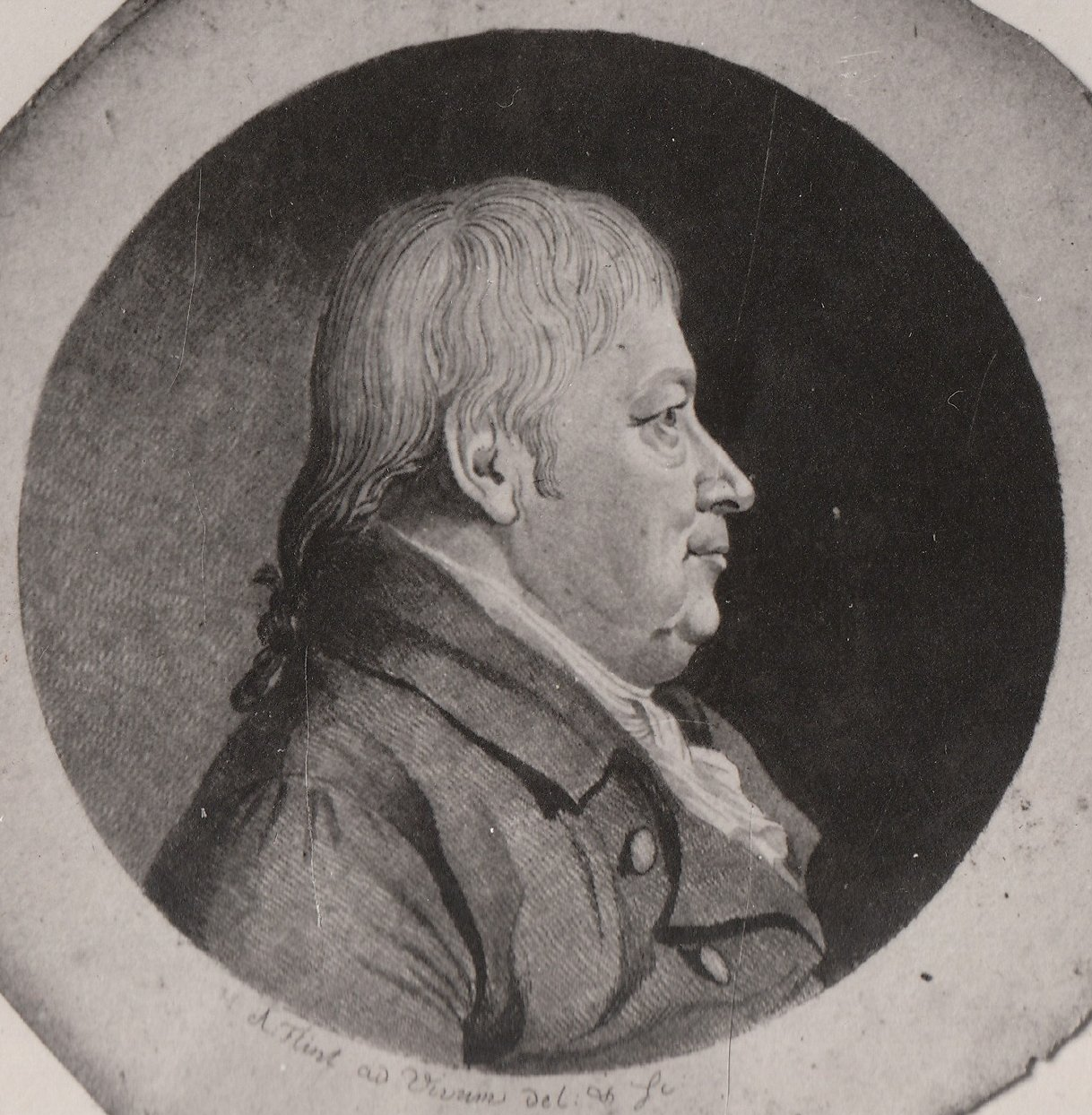
Hilmar Meincke

Hilmar Meincke, auch Helmer Meincke (* 17. Juli 1710 in Flensburg; † 21. Januar 1771 in Trondheim) war ein deutscher Kaufmann.

## Leben
Die Familie Meincke kam aus Winten bei Minden und zog nach der Reformation nach Flensburg. Hilmar Meinckes Vater namens Heinrich Meincke (* 7. September 1670; † 12. September 1719) arbeitete in Flensburg als Seidenhändler und Hospitalvorsteher. Er war verheiratet mit einer Frau namens Anna, geborene von Lutten (* 10. April 1677; † 14. September 1747). Ihr Vater Hilmar von Lutten (1652–1722) war ein Flensburger Ratsverwandter und Kaufmann und verheiratet mit Anna, geborene Lorentzen (1649–1688).
Meinckes Schul- und Ausbildung sind ebenso nicht dokumentiert wie der Zeitpunkt, an dem er nach Trondheim ging. Gesichert bekannt ist, dass Johann Möllmann (1654–1717) als Großonkel mütterlicherseits um 1680 nach Trondheim emigrierte. Hier baute er eines der größten Handelshäuser auf, das seine Nachfahren weiterführten. Meincke heiratete später in erster Ehe eine Enkelin dieses Großvaters.
Meincke hatte einen Vetter namens Henrich (1697–1755), der 1725 das Trondheimer Bürgerrecht erwarb. Er hatte zudem einen älteren Bruder namens Henrich (1679–1733), der nach Kristiansund zog. Daher ist wahrscheinlich, dass Meincke während der Anfangszeit in Norwegen Hilfe seiner Angehörigen bekam. 1740 kaufte er den Landsitz Ilsvika nahe Trondheim, den er danach mit seinem Sohn erweiterte. Am 8. Mai 1741 erhielt er das Trondheimer Bürgerrecht und tätigte in den Folgejahren umfangreiche Handelsgeschäfte. Sein Handelshaus entwickelte sich zu einem der größten im nördlichen Norwegen.
Meincke importierte zumeist Getreide und Branntwein. Dabei halfen ihm auf jeden Fall die Kontakte zu seinem Bruder Berent Henrichsen, der ein Handelshaus in Flensburg hatte. Meincke erwarb große Anteile an den Kupferbergwerken des Trøndelag und wurde dort auch ein bedeutender Unternehmer des Verlagssystems. Darüber hinaus hielt er Anteile an den Bergwerken von Selbu, Kvikne, Løkken und Røros. Von 1751 bis 1758 transportierten seine Schiffe 17,6 %  des aus Trondheim ausgeführten Kupfers. Weitere Anteile hatte er an einem Eisenwerk in Modstadsmarken und einer 1754 in Trondheim erbauten Zuckerraffinerie. Als Reeder unterhielt er mehrere Schiffsparten.
Als 1749 die Zolleinnahmen von Trondheim, Kristiansund und Molde verpachtet wurden, konnte Meincke den zweitgrößten Anteil hiervon erwerben. In den ersten zehn Jahren erwirtschaftete er einen Gewinn von 66.000 Reichstalern (nach damaliger Bezeichnung 0,7 Tonnen Gold). 1759 wurde er zum Kammerrat ernannt. Von 1764 bis 1768 transferierte er als Kaufmann die Zolleinnahmen des Staates nach Kopenhagen. 
Meincke starb Anfang des Jahres 1771. Seine Nachkommen führten die Geschäfte bis zur Auflösung des Unternehmens 1830 weiter. Der letzte männliche Nachkomme war Henrich Meincke, der als Großgrundbesitzer arbeitete.

## Legat
Meincke blieb in Trondheim weniger aufgrund seiner Handelstätigkeiten, sondern hauptsächlich aufgrund seines Legates in Erinnerung. Darin bestimmte er 10.000 Reichsmark, die für wohltätige Vorhaben eingesetzt werden sollten. 3000 Reichstaler hiervon sollten in ein Familienlegat umgewandelt werden. Hinzu kamen 3000 Reichstaler für das Bergwerk von Røros. Meincke hatte sich lebenslang mit den sozialen Zuständen dieses Werkes beschäftigt und notleidenden Werksangehörigen jährlich Geld gespendet. Die übrigen 4000 Reichstaler stellten das Grundkapital für eine neue bürgerliche Realschule in Trondheim dar. Die 1778 eröffnete Bildungseinrichtung war die erste derartige Schule Skandinaviens.
Über das Legat hinaus spendete Meincke 1774 1000 Reichstaler für die Volksschule der Trondheimer Domgemeinde.

## Familie
Meincke heiratete am 27. Juli 1741 in Trondheim Katharina Möllmann (* 24. Oktober 1720 ebenda), deren Vater Thomas Möllmann in Trondheim als Kaufmann arbeitete und der mit Christiane Christensdatter Tyrholm verheiratet war. Aus dieser Ehe gingen vier Töchter und ein Sohn hervor. Katharina Möllmann starb am 24. Februar 1748.
Meincke heiratete nach dem Tod seiner ersten Ehefrau am 16. April 1749 in Trondheim Sarah Marie Müller (* 15. Januar 1726 in Christiania; begraben am 30. Juli 1751 in Trondheim). Sie war eine Tochter des Trondheimer Kaufmanns und Stadtmajors Anthoni Müller und dessen Ehefrau Anna, geborene Collett. Das Ehepaar hatte eine Tochter und einen Sohn.